# Antonio Trevín Lombán
Antonio Trevín Lombán (castellà: Antonio Trevín)  (Avilés, 27 de febrer de 1956 - Llanes, 23 de juliol de 2025) va ser un polític asturià, expresident del Principat d'Astúries.
Mestre i diplomat en Història, va ser professor d'Educació General Bàsica, professió que va exercir per primera vegada a les escoles de Hontoria i Purón a Llanes. El 1982 es va afiliar al PSOE i a l'any següent va ser escollit regidor. En les següents eleccions va ser nomenat alcalde de Llanes amb majoria absoluta, càrrec que va repetir el 1991, quan també va ser escollit diputat regional per la circumscripció oriental. Més endavant, va succeir a Juan Luis Rodríguez-Vigil com a president de la Junta General del Principat, a causa de la seva dimissió a mitjan legislatura. Va ocupar el càrrec fins a 1995. El 1999 va tornar a la alcaldia de Llanes. Posteriorment va ser delegat del Govern a Astúries i secretari general de l'Agrupació Socialista de Llanes.